# Медведки (Сумароковское сельское поселение)
Медведки — деревня в Сусанинском районе Костромской области. Входит в состав Сумароковского сельского поселения.

## География
Находится в западной части Костромской области на расстоянии приблизительно 12 км на восток по прямой от районного центра поселка Сусанино.

## История
В XIX веке деревня относилось к Галичскому уезду Костромской губернии. В 1907 году здесь отмечено было 34 двора.

## Население
Постоянное население составляло 172 человека (1897 год), 172 (1907), 71 в 2002 году (русские 100 %), 36 в 2022.